# Pandorini dokumenti
Pandorini dokumenti zajemajo sveženj 11,9 milijona razkritih dokumentov (skupno 2,9 terabajta podatkov), ki jih je 3. oktobra 2021 začel objavljati Mednarodni konzorcij preiskovalnih novinarjev (ICIJ), v sodelovanju s partnerji, med katerimi je bil tudi slovenski portal Oštro.
ICIJ s partnerji je dokumente pridobil od 14 registracijskih družb po svetu, ki v davčnih oazah ustanavljajo in upravljajo slamnata podjetja za stranke, ki s tem želijo prikriti svoje posle ali premoženje. Dokumenti zajemajo elektronska sporočila, dokazila o lastništvu, poslovne načrte, slike itd. Dokumenti med drugim izvirajo iz Paname, Švice in Združenih arabskih emiratov. Gre za še obsežnejše razkritje dokumentov kot v primeru Panamskih dokumentov iz leta 2016, ko so razkrili 11,5 milijona tajnih dokumentov. Ob objavi dokumentov je ICIJ izjavil, da virov ne bodo razkrivali.
Doslej objavljeni dokumenti razkrivajo med drugim finančne posle trenutnega srbskega finančnega ministra Siniše Malija (sicer bližnjega sorodnika predsednika Aleksandra Vučića), jordanskega kralja Abdulaha II., češkega premierja Andreja Babiša in azerbajdžanskega predsednika Ilhama Alijeva.